# Miss Malte

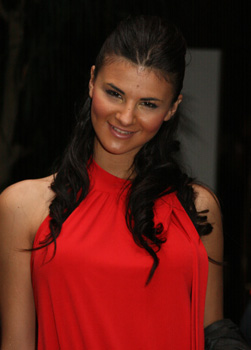
Stephanie Zammit, Miss Monde Malte 2007.

Miss Malte est un concours de beauté annuel national de l'île de Malte pour jeunes femmes célibataires.
Ce concours est organisé depuis l'indépendance de l'île, en 1964. Chaque année, vingt candidates des différentes provinces de Malte et Gozo participent.
Le détenteur de la licence est George Gatt Mangion avec G.M. Productions. Il possède également les licences pour Miss République de Malte, Miss Gozo et Lady Malta.
Cependant, il existe un concours parallèle nommé Miss Monde Malte, organisé par l'agence Modèle International, qui permet à l'élue de représenter son pays au concours Miss Monde (propriétaires : Sue Rossi et Claudia Calleja).

## Gagnantes
Helena Dalli est Miss Malte 1979.

### Miss Malte
| Année   | Nom                   | Ville   |
| ------- | --------------------- | ------- |
| 2004/05 | Lindsey Ann Galea     | Swieqi  |
| 2005/06 | Claire Marie Busuttil | Xgħajra |
| 2006/07 | Rania Zouari          | Gudja   |

### Miss Monde Malte
| Année | Nom                   | Ville       |
| ----- | --------------------- | ----------- |
| 2004  | Antonella Vella       | Mosta       |
| 2005  | Ferdine Irma Fava     | St Julian’s |
| 2006  | Solange Jeanne Mifsud | Żabbar      |
| 2007  | Stephanie Zammit      | Żejtun      |